# 近藤豊 (政治家)
近藤 豊（こんどう ゆたか、1935年7月15日 - ）は、日本の政治家、外務官僚。元衆議院議員（4期）。

## 来歴・人物
愛知県豊川市出身。1957年、外交官領事官採用試験合格。1958年、東京外国語大学スペイン語科卒業。同年、外務省に入省。アルゼンチン、オランダ、韓国の日本大使館に勤務する。1978年に退官。
1979年の第35回総選挙に旧愛知5区から無所属（公明党・民社党・新自由クラブ・社民連推薦）で立候補して初当選。民社党との統一会派「国民連合」に加入した。以後、1980年の総選挙も、1983年の総選挙も無所属で立候補し当選を果たした。後に会派離脱した。
1986年6月の第38回総選挙では自民党公認で立候補し、落選。
1990年2月の第39回総選挙も自民党公認（竹下派）で立候補し落選。同年3月、秘書が買収の罪で、運動員6人が被買収の罪で起訴されたが、近藤自身はとがめられなかった。
1993年7月の第40回総選挙において無所属で立候補して4期目の当選。その後、日本新党に加わった。
翌1994年12月、所得税法違反（脱税）と政治資金規正法違反（虚偽記載）の容疑で在宅起訴。1995年3月に名古屋地裁で懲役1年6ヶ月、罰金500万円の実刑判決が出された。同年9月19日に議員辞職した。
後に長男の近藤剛が、2000年の第42回総選挙では民主党公認で愛知15区から、2012年の第46回総選挙では日本維新の会公認で同じく愛知15区から立候補したが、いずれも落選している。